# Diromma
Diromma is een monotypisch geslacht van schimmels behorend tot de familie Roccellaceae. Het bevat alleen Diromma dirinellum. De familie is nog niet met zekerheid bepaald (incertae sedis).